# Spreobrnjenje Marije Magdalene
Spreobrnjenje Marije Magdalene je oljna slika, zgodnje delo italijanskega renesančnega umetnika iz Benetk, Paola Veroneseja (1528–1588). Znan je bil po razkošnih slikah z dramatičnim in barvitim slogom. Sliko je približno 1545–1548 naročil plemeniti mecen v Veroni. Hrani jo  Narodna galerija v Londonu.

## Predmet
O temi slike je bilo razpravljano: splošno mnenje je, da prikazuje spreobrnjenje Marije Magdalene, kot je opisano v knjigi Pietra Aretina iz leta 1535 L'umanità di Cristo; ta različica evangelija je bila v tem času v Severni Italiji široko razširjena in brana.   V legendi, ki je navdihnila sliko, je Marija odšla v tempelj, kjer so jo Jezusovi nauki navdihnili, da se je spreobrnila v pobožno življenje. Na sliki je upodobljena v obleki, neprimerni za versko zgradbo, s katero je Veronese simboliziral njeno prejšnje grešno življenje. Prikazana je na kolenih in zardeva, ko posluša Jezusa.

## Slika
Prizor, ki ga slika upodablja, je dogodek, ki ni opisan v Bibliji ali Zlati legendi. Marta in Marija Magdalena sta v templju, kjer Jezus pridiga. Marija Magdalena je na kolenih poleg Jezusa in obrača obraz proti njemu, medtem ko Marta iztegne roke proti Jezusu in Mariji Magdaleni. Njena nizko izrezana obleka spominja na nekdanje življenje greha, ogrlica, ki ji zdrsne z vratu, pa odmeva, da se je od posvetnega življenja usmerila k duhovni pobožnosti.
Paolo Veronese je bil znan po svojih upodobitvah razkošnih postav in ljubezni do dekoriranja najsvetejših prizorov z ljudmi, oblečenimi v svetleče obleke iz svile in brokata, ki bolj spominjajo na beneško visoko družbo kot ponižne predstave subjektov. Ko je inkvizicija postavila pod vprašaj njegovo izbiro za zastopanje svetih tem, je odgovoril: »Slikarji jemljemo svoboščine, enako kot pesniki in norci« in tako trdil, da je njegova svoboda umetnika vključevala možnost izbire, kako upodobiti svoje predmete.
Sliko hrani Narodna galerija v Londonu od leta 1876, ko je bila zapuščena v oporoki zbiralca umetnosti Wynn (ali Wynne) Ellisa